# 布達宮廷劇場

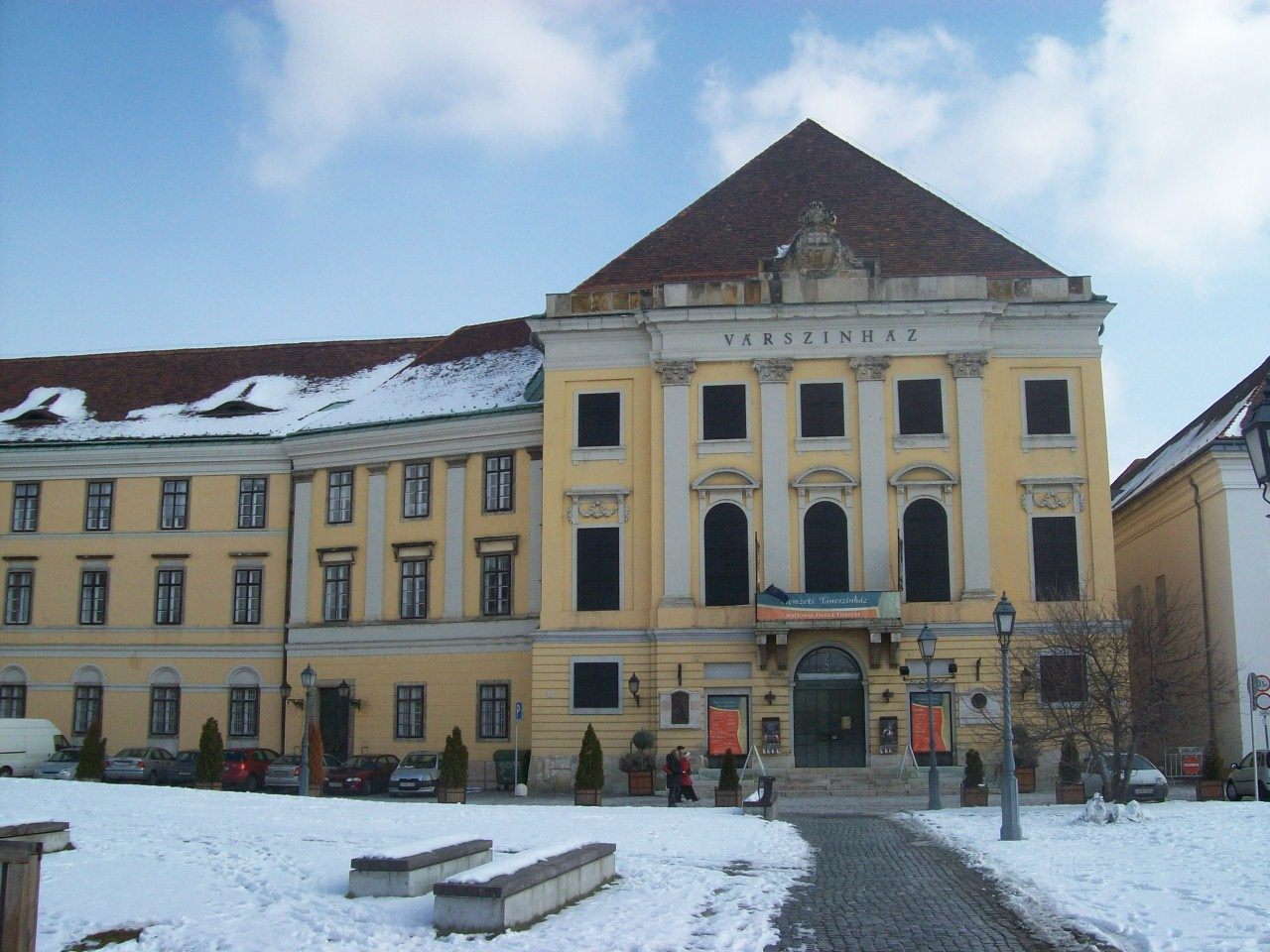
布達宮廷劇場

布達宮廷劇場（natively Várszínház）是匈牙利歷史最古老的劇院，也是布達佩斯第一座劇院。布達宮廷劇院修建於1763年，最初是一座教堂和修道院，並在1787年改建為劇院。第一場匈牙利語戲劇於1787年在這裡上演。
目前劇院建築作為匈牙利總理府使用。

## 外部連結
- National Dance Theatre （页面存档备份，存于） - Official website of the National Dance Theatre

47°29′54″N 19°02′15″E / 47.49833°N 19.03750°E